# Валерий Месала (консул 280 г.)
Вижте пояснителната страница за други личности с името Валерий Месала.
Луций Валерий Месала (на латински: Lucius Valerius Messalla) е политик на Римската империя от фамилията Валерии, клон Месала през 3 век.

## Биография
Вероятно е син на Луций Валерий Попликола Балбин Максим (консул 253 г.).
През 280 г. той е консул заедно с Ветий Грат.
Вероятно е баща на Луций Валерий Максим Василий (преториански префект 326 – 335 г., консул 327 г.).